# Justin Olsen
Pour les articles homonymes, voir Olsen.
Justin Olsen, né le 16 avril 1987 à San Antonio (Texas, États-Unis), est un bobeur américain.
Au cours de sa carrière débutée en 2008, il a notamment remporté un titre de champion du monde de bob à 4 aux Championnats du monde 2009 à Lake Placid (New York, États-Unis) et un autre en 2012 au même endroit.
Il fut champion olympique de Bobsleigh à quatre aux Jeux olympiques de 2010.

## Palmarès

### Jeux Olympiques
- : médaillé d'or en bob à 4 aux JO 2010.

### Championnats monde
- : médaillé d'or en bob à 4 aux championnats monde de 2009 et 2012.
- : médaillé de bronze en bob à 4 aux championnats monde de 2011 et 2013.
- : médaillé d'or en équipe mixte aux championnats monde de 2012.
- : médaillé de bronze en équipe mixte aux championnats monde de 2009.

### Coupe du monde
- 21 podiums  : 
  - en bob à 2 : 2 deuxièmes places et 3 troisièmes places.
  - en bob à 4 : 7 victoires, 7 deuxièmes places et 2 troisièmes places.

#### Détails des victoires en Coupe du monde
| Édition   | Bob à 2 | Bob à 4                       |
| 2008-2009 |         | Park City x2                  |
| 2009-2010 |         | Lake Placid Césane Winterberg |
| 2010-2011 |         | Whistler Lake Placid          |